# Windows Essential Business Server
Windows Essential Business Server war eine Serversuite von Microsoft für Kleine und mittlere Unternehmen.
Das Betriebssystem wurde von Microsoft am 16. September 2008 fertiggestellt und zwei Monate später veröffentlicht. Die Einstellung des Verkaufes zum 30. Juni 2010 wurde am 5. März desselben Jahres bekannt.

## Überblick
Microsoft bot die zwei Editionen Standard und Premium an, die beide auf Windows Server 2008 Standard basierten. Die Standard Edition enthielt Lizenzen für drei Windows Server 2008 x64 Standard-Server-Instanzen. Auf diesen drei Server-Instanzen (physikalisch oder virtuell) wurden folgende Serverprodukte integriert, die durch eine gemeinsame Installationsroutine installiert werden:
Microsoft Exchange 2007, Microsoft System Center Essentials, Microsoft Forefront Security für Exchange Server und Forefront Threat Management Gateway (TMG) Medium Business Edition.
Die Premium Version enthielt zusätzlich zu allen Bestandteilen der Standard Edition eine weitere Lizenz für eine Instanz des Windows Server 2008 in der Standard Edition und die Datenbank-Software Microsoft SQL Server 2008.
Der Essential Business Server konnte durch eine zentralisierte und erweiterbare Administrationskonsole verwaltet werden. Er bot erfahrenen Administratoren aber auch den direkten Zugriff auf alle Standard-Verwaltungswerkzeuge wie die Exchange 2007 Verwaltungskonsole, die auch über die EBS-Administrationskonsole aufgerufen werden konnten. Dabei wurden die Möglichkeiten der Windows Server 2008 Terminaltechnologien eingesetzt, indem die Verwaltungswerkzeuge von entfernten Computern zum Teil als sogenannte gestreamte Applikationen aus der EBS-Administratorkonsole heraus aufgerufen wurden. Außerdem bot die Konsole die Möglichkeit, die Computer des Netzwerkes zu überwachen. Hierfür nutzte die Software die Monitoringdaten aus Microsoft System Center Essentials.
Die Konsole konnte von Drittanbietern über ein von Microsoft zur Verfügung gestelltes SDK erweitert werden.
Essential Business Server beinhaltete ebenfalls den Remote-Web-Arbeitsplatz, einer webbasierten Lösung zum entfernten Zugriff auf E-Mails über Outlook Web Access, Sharepoint sowie der Möglichkeit, auf die Computer des internen Netzwerkes über eine sichere, authentifizierte Verbindung per Remote Desktop Protocol (RDP) zuzugreifen. Diese RDP-Verbindungen werden über den Terminal Services Gateway ausgeführt und benötigen daher nur den SSL Standard-Port TCP/443 um eine Verbindung herstellen zu können. Für alle anderen Dienste des Remote-Web-Arbeitsplatz war ebenfalls ausschließlich dieser Port notwendig.
Am 5. März 2010 gab Microsoft bekannt, dass aufgrund der geringen Nachfrage des Produkts der Windows Essential Business Server ab dem 30. Juni 2010 eingestellt wird. Microsoft empfahl Benutzern den Umstieg auf die individuellen Produkte Windows Server 2008 R2, Exchange Server 2010, System Center Essentials 2010, Forefront Security für Exchange Server 2010 und Forefront Threat Management Gateway 2010. Vom 30. Juni 2010 bis zum 31. Dezember 2010 bot Microsoft Standalone-Produkte von Windows Server 2008 Standard, System Center Essentials 2007 und Exchange Server 2007 kostenlos an aktuelle Essential Business Server-Kunden an.